# خورخي ألفاريس
خورخي ألفاريس (بالإنجليزية: Jorge Álvares)‏ كان مستكشفًا برتغاليُا في القرن السادس عشر.